# Cephalia flavoscutellata
Cephalia flavoscutellata är en tvåvingeart som beskrevs av Becker 1900. Cephalia flavoscutellata ingår i släktet Cephalia och familjen fläckflugor.
Artens utbredningsområde är Northwest Territories, Kanada. Inga underarter finns listade.